# دبلیوتی‌ای تور ۲۰۱۱

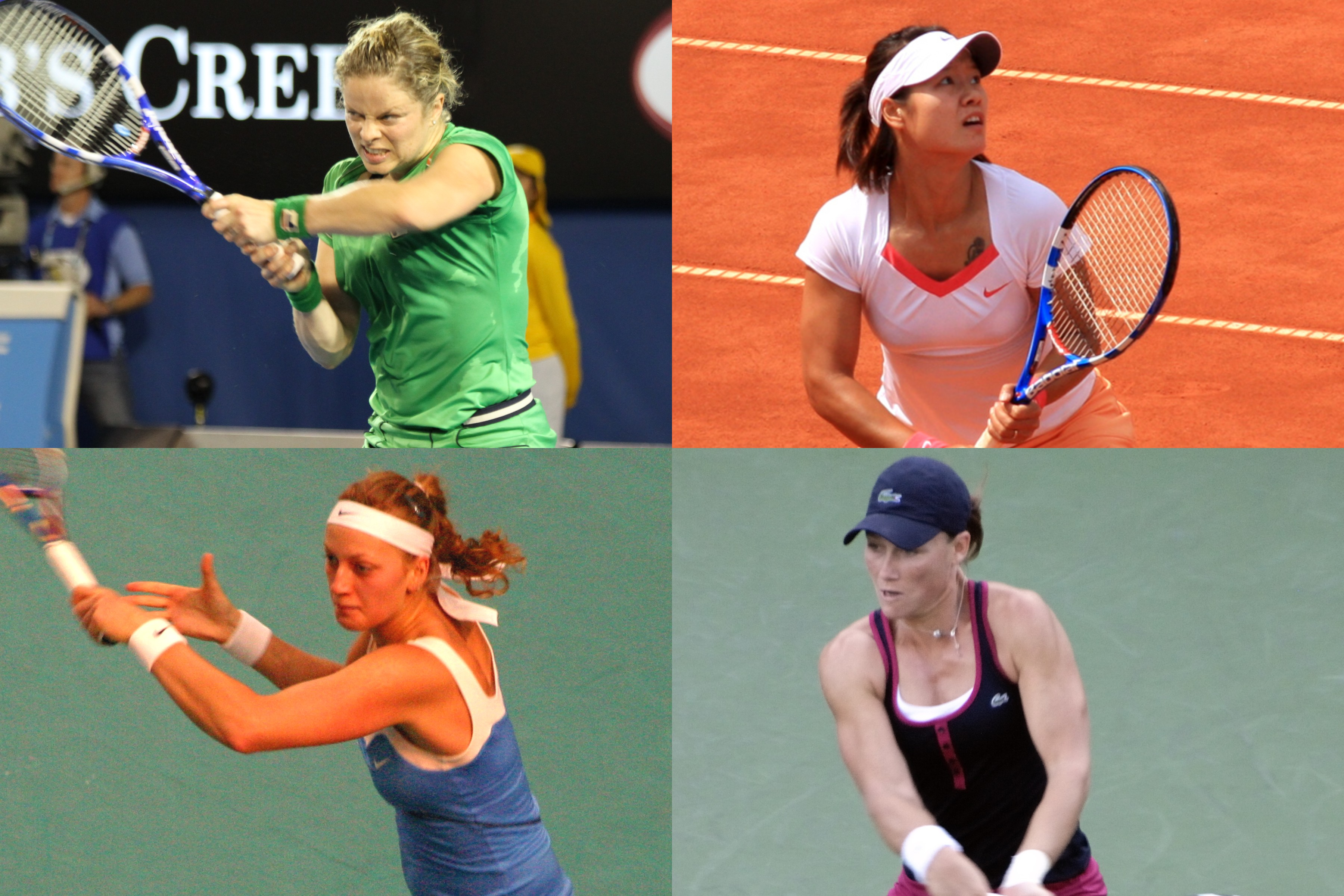
کیم کلایسترز (بالا سمت چپ) اولین قهرمانی خود در اوپن استرالیا و همچنین چهارمین (و آخرین) قهرمانی گرند اسلم خود را به دست آورد و لی نا را در فینال شکست داد. لی (بالا سمت راست) اولین قهرمانی گرند اسلم خود را در اوپن فرانسه با شکست فرانچسکا شیاوونه مدافع عنوان قهرمانی به دست آورد، بنابراین اولین بازیکن چینی شد که گرند اسلم را برد. پترا کویتووا (پایین سمت چپ) اولین قهرمانی گرند اسلم خود را در ویمبلدون با شکست ماریا شاراپووا به دست آورد، بنابراین اولین چکی بود که بعد از جانا نووتنا در سال 1998 برنده گرند اسلم شد و اولین بازیکن متولد دهه 1990 بود که یک عنوان گرند اسلم را به دست آورد. سامانتا استوسور (پایین سمت راست) اولین عنوان گرند اسلم خود را در US Open با شکست سرنا ویلیامز در فینال به دست آورد. استوسور اولین استرالیایی است که بعد از ایوان گولاگونگ کاولی در مسابقات قهرمانی ویمبلدون در سال 1980 عنوان گرند اسلم را به دست می آورد.

تور WTA یک تور نخبگان برای تنیس حرفه ای زنان است که توسط انجمن تنیس زنان (WTA) برگزار می شود. دبلیو تی ای تور 2011  شامل مسابقات گرند اسلم (تصویب شده توسط فدراسیون بین المللی تنیس (ITF))، مسابقات برتر WTA ، مسابقات بین المللی WTA ، جام فدرال رزرو (سازماندهی شده توسط ITF)، مسابقات بانک مشترک المنافع قهرمانان و مسابقات قهرمانی WTA است.
این برنامه کامل دبلیو تی ای تور 2011 است. پیشرفت بازیکن از مرحله یک چهارم نهایی ثبت خواهد شد.